# Boo
Boo, és un personatge fictici inventat per l'empresa de videojocs Nintendo. Apareix en jocs com: Super Mario 64, Mario Party, Mario Strikers, Super Mario Sunshine, etc.
En els primers jocs que apareix, es representa com un personatge malvat, que no afavoreix els plans del protagonista. En canvi, en els jocs més moderns, se'l pot triar, fins i tot, com a personatge controlat pel mateix jugador.
Se suposa que els boos podrien haver estat altres espècies vives abans que es convertissin en boos, però això no és clar.